# Kathrin Wosch
Kathrin Vass (geb. Thüring, Pseudonym Kathrin Wosch; * 7. Juli 1981 in Seehausen (Altmark)) ist eine deutsche Hörfunkmoderatorin. Bis Anfang 2021 trat sie im Radio unter dem Namen Kathrin Thüring auf.

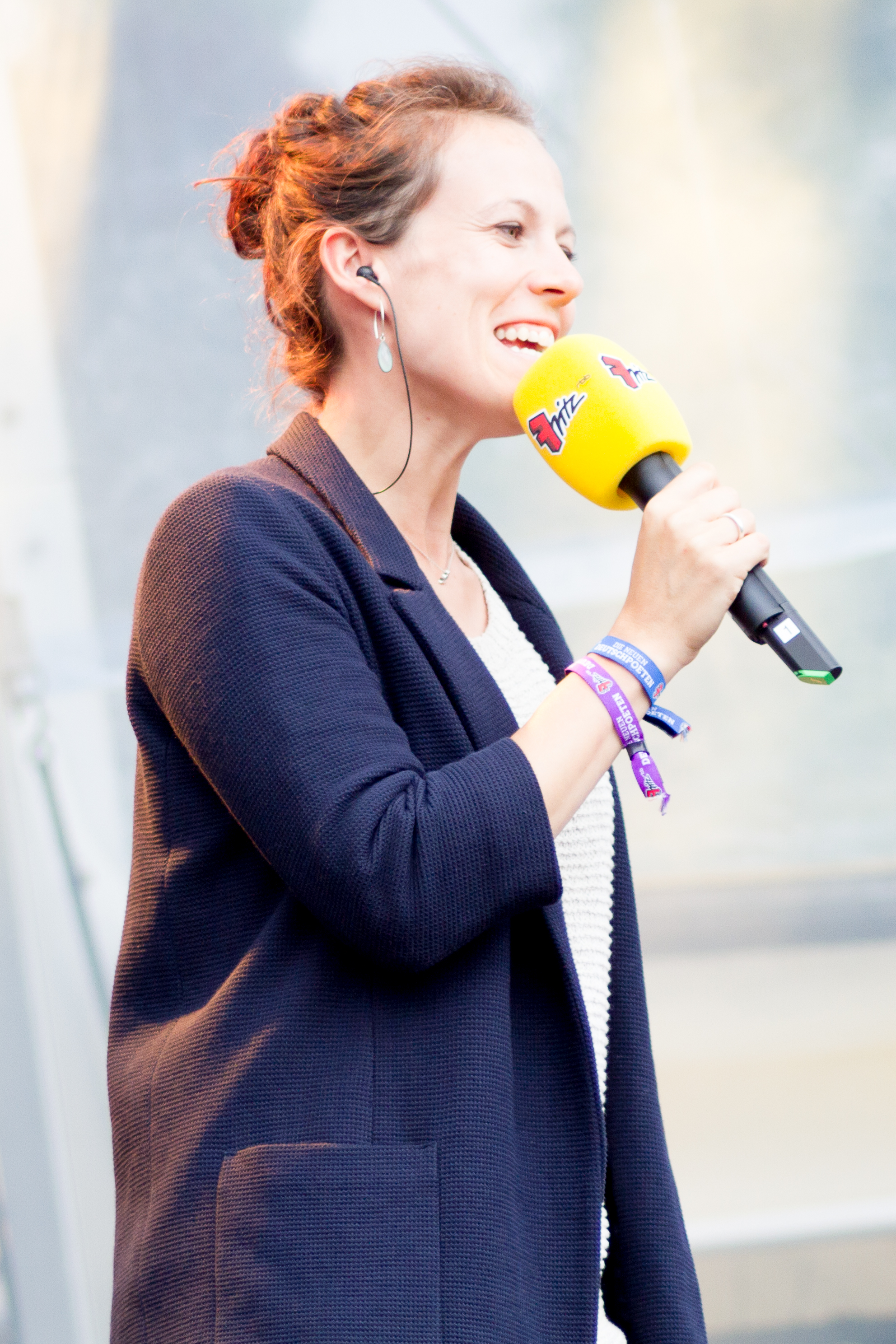
Thüring moderiert Die Neuen DeutschPoeten

## Leben und Wirken
Kathrin Thüring studierte an der Universität Potsdam Linguistik, Medienwissenschaft und Soziologie und schloss mit dem Master of Arts ab. Sie machte ein Praktikum bei delta radio und ging danach zum öffentlich-rechtlichen Hörfunksender Fritz, der Jugendwelle vom Rundfunk Berlin-Brandenburg. Dort moderierte sie Ausgaben des Talkradio-Nachtformats Blue Moon sowie täglich Ab 18 – Die Tommy Wosch Show als Co-Moderatorin von Tommy Wosch. Im Jahr 2007 moderierte sie zusammen mit Christian Ulmen und Raúl Krauthausen für zwei Wochen das Radioexperiment Woher sollen wir das wissen?. In einigen Spezialausgaben der Tommy-Wosch-Show hatte sie Sonderaufgaben, so moderierte sie aus einer Kläranlage oder ließ sich vom Berliner Hotelhochhaus Park Inn abseilen.
Von November 2010 bis Juli 2011 moderierte sie bundesweit Wosch. Die Energy Abendschau als Co-Moderatorin von Tommy Wosch bei Radio Energy. Seit dem 25. Juli 2011 moderierte Kathrin Thüring die Sendungen RadioFritzen am Nachmittag, High Noon und Blue Moon bei Radio Fritz und war gelegentlich bei der überregionalen Radiotalkshow Lateline zu hören. Sie moderierte seit 2012 die Fritz Nacht der Talente im Admiralspalast und die Neuen Deutschpoeten. Zur Fußball-Weltmeisterschaft 2014 war sie im festen Moderatorenstamm im Wm-Wohnzimmer an der alten Försterei und führte dort unter anderem durch das Finale. Von Juni 2014 bis Juni 2017 trat sie bei Radio Fritz jeden Sonntagnachmittag gegen Jakob Lundt in den Sonntagsfritzen an.
Seit Januar 2020 moderiert sie verschiedene Sendungen auf Radio Eins, zuerst unter dem Namen Kathrin Thüring, ab Anfang 2021 als Kathrin Wosch.
Seit Juni 2023 hat sie zusammen mit Tommy Wosch den Podcast Ab 17 – wahnsinnig TÄGLICH, welcher von Montag bis Freitag zweimal täglich um 5 Uhr und 17 Uhr erscheint. Zuvor hatten beide den Podcast Bonnies Ranch.